# زوتوتی استوک
زوتوتی استوک (به لاتین: Złoty Stok) یک شهر و گمینا در لهستان است که در گمینا زووت ستوک واقع شده‌است. زوتوتی استوک ۷٫۷۳ کیلومتر مربع مساحت و ۲٬۸۲۱ نفر جمعیت دارد.